# Seymour, Quận Eau Claire, Wisconsin
Seymour là một thị trấn thuộc quận Eau Claire, tiểu bang Wisconsin, Hoa Kỳ. Năm 2010, dân số của thị trấn này là 3.095 người.